# Bulbophyllum maskeliyense
Bulbophyllum maskeliyense é uma espécie de orquídea (família Orchidaceae) pertencente ao gênero Bulbophyllum. Foi descrita por Livera em 1926.